# Alghero
Alghero (phát âm tiếng Ý: [alˈɡɛːro]; tiếng Catalunya: L'Alguer, phát âm [ɫəɫˈɣe], địa phương [lalˈɣe]; tiếng Sardegna: S'Alighèra; tiếng Sassar: La Liéra), là một đô thị có chừng 44.000 nằm trên tỉnh Sassari của Sardegna, kế Địa Trung Hải. Một phần dân cư là hậu duệ của người Catalunya đến đây vào thời Trung cổ, khi Sardegna là một phần của Vương vị Aragon. Do vậy, phương ngữ Alghero của tiếng Catalunya là ngôn ngữ đồng chính thức tại đây. Cái tên Alghero bắt nguồn từ Aleguerium, một từ tiếng Latinh nghĩa là 'nơi đọng tảo'.
Alghero là nơi đặt trụ sở khoa Thiết kế và Kiến trúc của Università degli Studi di Sassari. Vào năm 2012, đây là đô thị đón nhiều du khách thứ 10 của Ý.